# Austin FX4
Le FX4 est le Black Cab classique. Alors que la majorité est noire, il n’y a en fait aucune obligation qu’ils soient noirs, ni pour toute autre marque de taxi à Londres. Au fil des ans, le FX4 a été vendu sous des noms de constructeurs différents. Plus de 75 000 FX4 ont été construits.

## Conception et lancement
Le taxi Londonien FX4 est le successeur de l'Austin FX3, produite entre 1948 et 1958. En son temps le FX3 était le taxi le plus utilisé à Londres. Comme le FX3, le FX4 a été conçu par Austin en collaboration avec Mann & Overton, le concessionnaire de taxi de Londres qui l'a commandé (et a payé la moitié de son coût) et Carbodies, le carrossier qui a construit la carrosserie et assemblé le taxi pour la vente. L'équipe de conception comprend Albert Moore de la division ingénierie d'Austin, Jack Hellberg de Carbodies et David Southwell de Mann & Overton. Le dessin original est dû à Eric Bailey Austin et il a été mis en production par Jake Donaldson Carbodies. C’était le premier taxi londonien conçu avec quatre portes, car depuis le début les taxis de Londres étaient caractérisés par une plate-forme bagages, ouverte aux éléments, du côté trottoir à l'avant de la cabine, à côté du conducteur.
Comme le FX3, le FX4 avait un châssis séparé, mais avec suspension avant indépendante et un double circuit de freins hydrauliques. Le premier FX4, enregistré sous le numéro VLW 431, a été livré en juillet 1958 et a passé des tests chez York Way Motors. Le lancement officiel se fit plus tard cette année là à l'Exposition d’Auto Commerciale.

## Les modèles Austin
Le premier modèle de FX4 était équipé d'un moteur Austin diesel de 2 178 cm3 et d'une transmission automatique Borg-Warner. En 1961, la transmission manuelle de l'Austin Gipsy est disponible en option. Le moteur Austin à essence de 2 199 cm3 est disponible à partir de 1962, mais presque tous les FX4 taxis ont été équipés d'un moteur diesel et, jusqu'au milieu des années 1970, la plupart avaient une transmission manuelle.

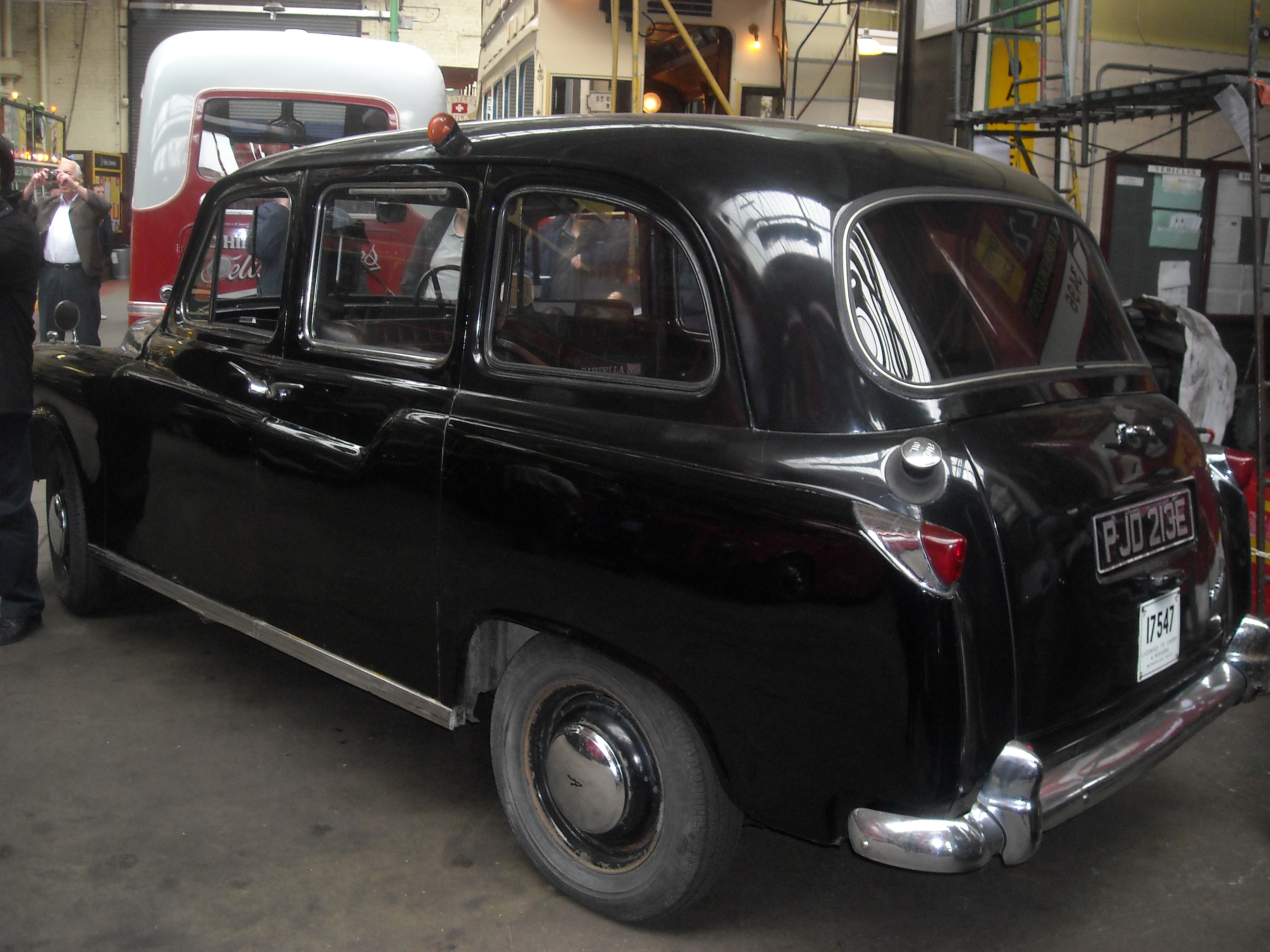
« oreilles de lapin »

En 1969, la cabine a été modifiée, offrant une nouvelle version à défaut d'un nouveau modèle, et améliorant certaines lacunes de l'original. Les Austin originaux étaient fournis avec des petits feux arrière et des clignotants montés sur le toit, communément appelée « oreilles de lapin ». Sur le modèle révisé, les ailes arrière ont été modifiés pour accepter les feux arrière et les clignotants de l’Austin 1100/1300. Des clignotants avant étaient également montés sous les phares et des répéteurs de clignotants installés sur les ailes avant. Les « oreilles de lapin » ont été abandonnées. L'intérieur a également été modifié, avec des sièges en vinyle noir et une cloison modifiée pour donner plus d'espace au conducteur.
En 1971, le moteur diesel 2 178 cm3 a été remplacé par un plus gros moteur de 2 520 cm3. Ce moteur s'est avéré mieux adapté à l’utilisation d’une transmission automatique et de moins en moins de taxis à boîtes manuelles ont été vendus. Le moteur à essence a été abandonné en 1973.
En 1973, le propriétaire de BSA Carbodies, confronté à une faillite imminente, a été racheté par Manganese Bronze Holdings, qui a été heureux de continuer à produire le FX4. Des modifications de détail, tels que des serrures de porte anti-intrusion et des poignées de porte à bouton-poussoir, une direction plus sûre et des butoirs en caoutchouc moulé (conçus parce que l'outillage original pour les butoirs en chrome était hors d’usage) ont été mis en œuvre.

## Les Carbodies FX4
En 1982, Carbodies, qui avait produit les FX4 pour Austin et Mann & Overton, a repris les droits de propriété intellectuelle du taxi lorsque BL, la société mère d'Austin perdit tout intérêt pour lui et a commencé à le produire sous leur propre nom. Le vieux moteur Austin n'était plus disponible parce que, lors de la reconstruction de British Leyland par Michael Edwardes, l'usine avait été vendue à l'Inde. Carbodies choisit le moteur Land Rover de 2 286 cm3 diesel à sa place et a également proposé le moteur à essence Land Rover de taille similaire en option. Ce nouveau modèle a été nommé FX4R, avec un R pour Rover. Le FX4R présentait quelques améliorations par rapport aux modèles précédents, dont la direction assistée et les servos freins, mais ses performances et sa fiabilité étaient faibles et le taxi s’est fait une mauvaise réputation.
Certains propriétaires ont remplacé le moteur Land Rover par un moteur Perkins / Mazda diesel de 2 977 cm3, ce qui a amélioré considérablement les performances du taxi. Bien que puissant et fiable, la conversion Perkins a gagné la réputation d'être bruyante au ralenti et, à tort, de provoquer des fissures dans le châssis. Le problème de châssis, qui se produisait aussi sur des modèles récents d’Austins, a été attribué à un défaut de fabrication.
Afin de regagner les ventes perdues en raison de l'échec du FX4R, Carbodies a repris le vieux châssis et la suspension et les a rénovés en montant une nouvelle carrosserie et les moteurs-type diesel originaux de 2 520 cm3 ré-importés de l'Inde. Parce que ces véhicules utilisaient des châssis et des suspensions rénovées, elles devaient porter une immatriculation commençant par la lettre Q, plutôt que la lettre de l'année en cours aussi ce modèle a été connu sous le nom FX4Q. Tous ont été équipés de boîtes de vitesses automatiques, mais pas de la direction assistée monté sur le FX4R. Vendu par le concessionnaire Rebuilt Cabs Ltd, ils étaient légèrement moins chers que le FX4R.

## Le FX4 de LTI
En 1984, London Taxis International (LTI) a été formé après que Manganese Bronze Holdings a acheté le concessionnaire de taxi londonien Mann & Overton. LTI a remplacé le moteur diesel Land Rover de 2 286 cm3 par la nouvelle version de 2 495 cm3. Le nouveau modèle s’appelait le FX4S. De nouveaux interrupteurs à bascule ont remplacé les anciens interrupteurs sur le tableau de bord, les essuie-glaces ont été contrôlés par un levier sur la colonne de direction et le calfeutrage a été ajouté au bas des portes et des pare-chocs noirs en acier laminé montés, mais fondamentalement il s'agissait d'une mise à jour du cab présent depuis près de 30 ans. À cette époque, Carbodies élaborait un remplacement pour le FX4, le CR6, ce qui explique pourquoi ce FX4S « palliatif » a été introduit. Toutefois, le CR6 a été abandonné en 1985 et MBH a décidé de continuer à faire le FX4 jusqu'au moment où il pourrait financer un nouveau taxi. Le FX4S a été remplacé en 1987 par le FX4S-Plus, qui avait un compartiment arrière redessiné pour accueillir cinq passagers, et la finition changée en gris. Un nouveau tableau de bord en plastique moulé gris a également été installé. Cela a été très bien reçu par la profession, montrant que leurs besoins avaient été effectivement entendus.
Le ministère des Transports tenait à voir les taxis accessibles aux fauteuils roulants et la conversion FX4W aux fauteuils roulants fut disponible à partir de début 1986, ce qui permettait au FX4 de fournir cet accès. Dans cette version, la porte passager côté trottoir pouvait s’ouvrir à 180° et la partition du côté gauche pouvait se déplacer vers l'avant pour accueillir le fauteuil roulant dos à la route à la place du strapontin gauche.
En février 1989, le Fairway a été introduit. Il était équipé d'un moteur Nissan TD27 diesel de 2 664 cm3. Cela a rendu le taxi FX4 plus rapide et plus fiable. Il offrait une accessibilité totale aux fauteuils roulants, conformément à une nouvelle loi entrée en vigueur en janvier 1989. Le Fairway est la meilleure version du FX4 jamais construit, et a permis à LTI de vendre sur les marchés étrangers, et de pénétrer les marchés britanniques des provinces auxquels il n’avait pas été en mesure de s’attaquer. Une grande partie de cette augmentation des ventes est attribuable aux autorités locales insistant pour que les taxis utilisés dans leur circonscription soient accessibles aux fauteuils roulants.
Entre 2011 et 2012, l'expédition It’s on the Meter a parcouru 43 319,5 miles (69 716,12 km) à travers le monde avec un FX4 fortement modifié, traversant plus de cinquante pays, et établissant de nouveaux records du monde du voyage le plus long jamais réalisé en taxi et l'altitude la plus élevée jamais atteinte en taxi.

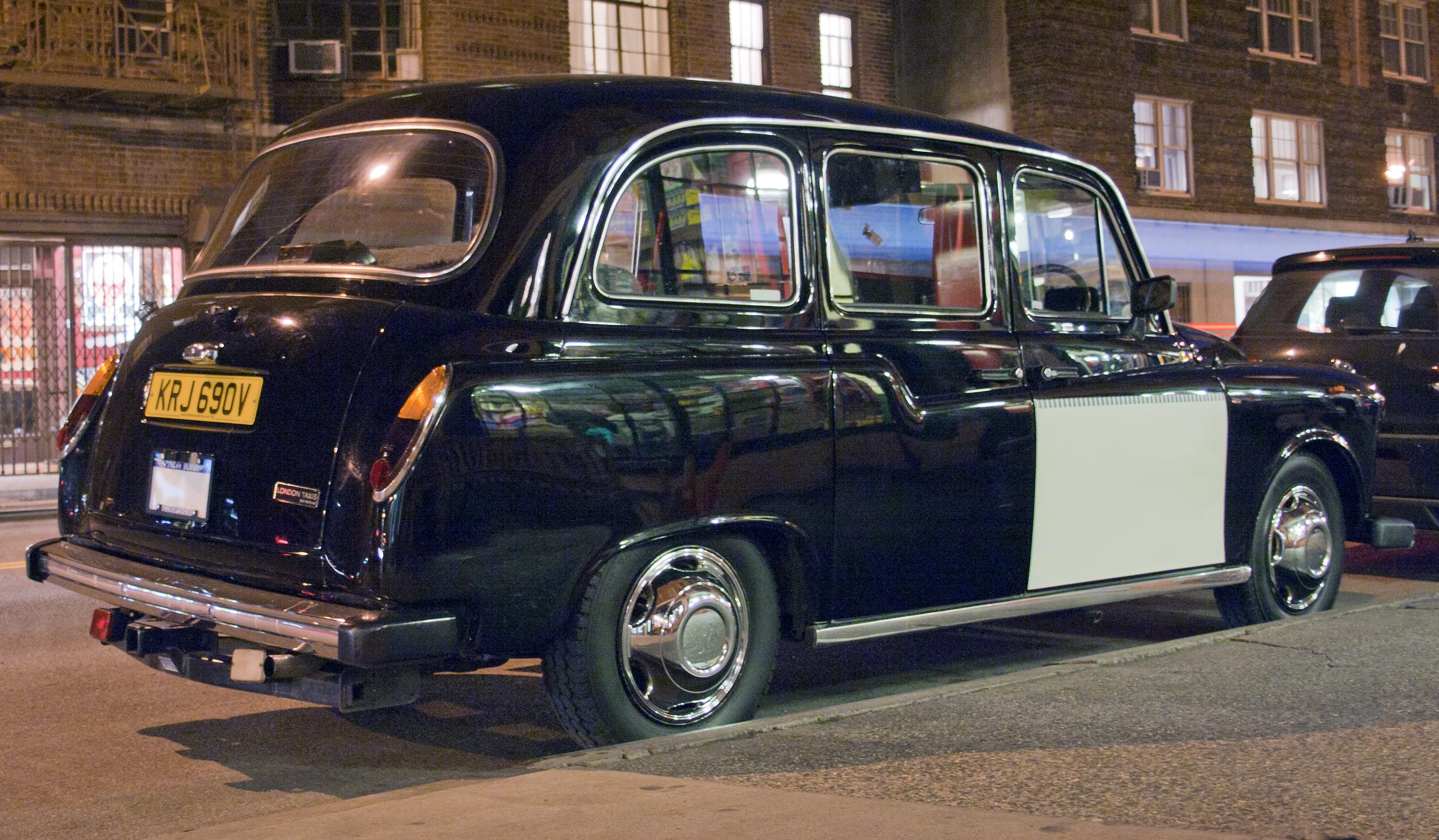
LTI Fairway (1997).

Dans le cadre d'un programme visant à développer un modèle de remplacement, AP Lockheed a été chargé de concevoir et développer des freins à disque à l'avant, et en même temps, GKN a conçu un nouveau système de suspension pour permettre de monter des freins à disque tout en conservant le rayon de braquage de 7,6 m obligatoire. Ces modifications ont été appliquées à un nouveau modèle, le Fairway Driver, introduit en février 1992. Le tout dernier Fairway fabriqué, immatriculé R1 PFX (c’est-à-dire RIP FX), a été construit le 1er octobre 1997 et offert au Musée automobile de Beaulieu.
Transport for London (TfL), qui avait pris le contrôle du Public Carriage Office, a décidé qu’à partir de 2006 tous les taxis autorisés à Londres devaient se conformer à la réglementation Euro 3 sur les émissions de gaz d'échappement. Le Fairway, comme son remplacement, le TX1, qui utilise le même moteur Nissan, respectait seulement la norme Euro 2, mais la plupart des propriétaires étaient réticents à se débarrasser de leurs Fairways très fiables et économiques. Face à la pression exercée par la profession, TfL a permis la conception de différents systèmes de conversions qui pourraient être montés sur le moteur Nissan pour le rendre conforme. Il s'agissait du système à turbocompresseur STT Emtec Clean Cab et du système de recirculation des gaz d'échappement Van Aaken. Seuls 80 taxis à moteur Austin ou Rover restaient encore sur la route, et comme il n'était pas rentable de développer des conversions pour eux ils ont bénéficié d'une exemption. Bien que certains propriétaires de Fairways plus âgés se soient débarrassés d'eux, de nombreux propriétaires ont choisi de dépenser près de £ 2000, pour convertir leur taxi, plutôt que d'acheter un TXII neuf ou d'occasion, considéré comme pas très fiable. Fin 2009, seuls six taxis à moteur Rover ou Austin restaient en service, la plupart ayant parcouru plus d'un million de miles chacun.
Le Fairway a été remplacé fin 1997 par le TX1, lui-même remplacé en 2002 par le TXII. Il a à son tour été remplacé en 2007 par le modèle actuel, le TX4.

## Le véhicule de louage FL2

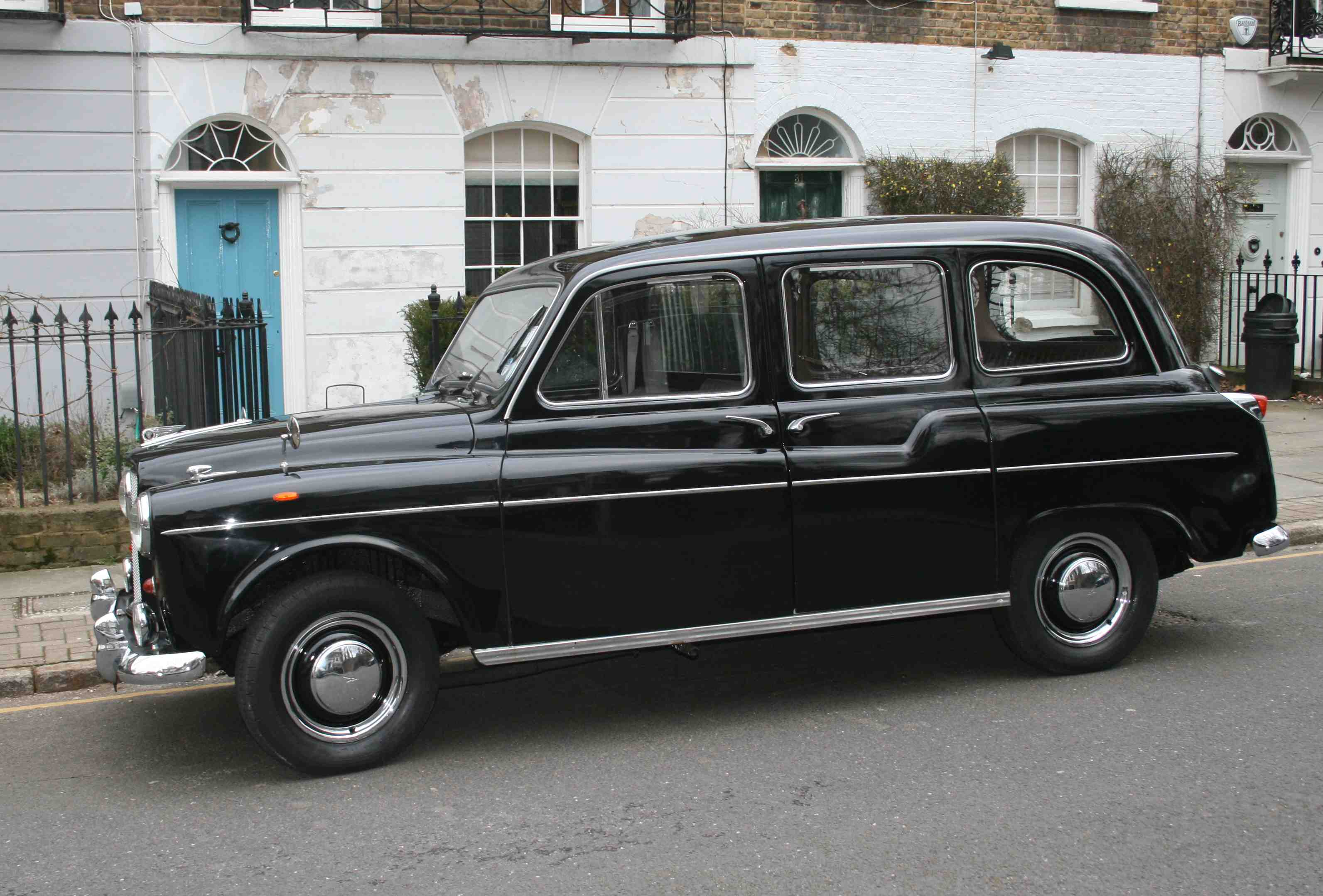
Austin FL2 (1965).

Le véhicule de louage Austin FL2 était la version limousine du FX4. Introduit en même temps que le FX4, il était destiné à la location privée, le commerce des limousines et des funérailles et ce marché a été la principale raison pour laquelle le moteur à essence a été offert pour ce véhicule. Il avait des strapontins orientés vers l'avant, un second siège avant et ne portait aucun signe sur le toit. On pouvait également le commander avec des équipements spéciaux pour un coût supplémentaire. Il a aussi servi de base à un petit nombre de corbillards.
Le FL2 a été relancé en 1982 comme FL2 London Limousine, basée sur le FX4R. L’air conditionné était offert ainsi qu'un large éventail d'options d'intérieur de luxe, y compris un bar à cocktail et une sono personnalisée. Trois versions extensibles ont été construites, avec quatre portes et une rallonge de 18 pouces entre les portes avant et arrière. Une version à six portes des FX4S a également été construite. La désignation FL2 a été abandonnée vers 1987, mais des versions limousine du Fairway ont été commandés, la plus connue appartenant au Prince héritier du Tonga.
Le FL2 et le FX4 ont également été vendus à des clients privés. Parmi les clients du FL2 figurent le prince Philip, duc d'Édimbourg et Laurence Olivier. L'acteur Stephen Fry possédait un Fairway comme moyen de transport privé. Un taxi Londonien FX4 était la voiture officielle du gouverneur des îles Falkland, Rex, devenu Sir Rex Hunt au moment de l'invasion argentine.

## Évolution
Spécifications : moteur diesel, transmission automatique
| Modèle         | Années              | Moteur           | Type Trans | Transmission Modèle  | Poignées de porte              | Roues   | Vitre AR |
| -------------- | ------------------- | ---------------- | ---------- | -------------------- | ------------------------------ | ------- | -------- |
| FX4            | 1958-1968           | Austin 2.2L      | 3 Spd RWD  | BorgWarner DG150     | poignées chromées              | plates  | teintée  |
| FX4            | 1969-1971           | Austin 2.2L      | 3 Spd RWD  | BorgWarner DG150     | poignées chromées              | plates  | claire   |
| FX4D           | 1971-1978           | B.M.C. 2.52L     | 3 Spd RWD  | BorgWarner BW35      | bouton-poussoir chromé         | plates  | claire   |
| FX4D           | 1978-1982           | B.M.C. 2.52L     | 3 Spd RWD  | BorgWarner BW65      | bouton-poussoir chromé         | plates  | claire   |
| FX4R           | 1982-1985           | Land Rover 2.25L | 3 Spd RWD  | BorgWarner BW65      | bouton-poussoir chromé         | plates  | claire   |
| FX4-Q          | 1984-1985           | Kalaskai 2.52L   | 3 Spd RWD  | BorgWarner BW65      | bouton-poussoir chromé         | plates  | claire   |
| FX4S           | 1985-1987           | Land Rover 2.5L  | 4 Spd RWD  | BorgWarner BW40      | bouton-poussoir chromé         | plates  | claire   |
| FX4S+          | 1987-1988           | Land Rover 2.5L  | 4 Spd RWD  | BorgWarner BW40      | bouton-poussoir chromé         | plates  | claire   |
| Fairway        | 1989-1992           | Nissan 2.7L      | 4 Spd RWD  | Nissan/Jatco E4N71B  | bouton-poussoir plastique noir | plates  | claire   |
| Fairway Driver | 1992-1997           | Nissan 2.7L      | 4 Spd RWD  | Nissan/Jatco E4N71B  | bouton-poussoir plastique noir | bombées | claire   |
| Fairway Driver | 1997 (P reg, R reg) | Nissan 2.7L      | 4 Spd RWD  | Nissan/Jatco RL4R01A | bouton-poussoir plastique noir | bombées | claire   |